# Kręski Hrabia
Kręski Hrabia (Krensky Hrabia, Nadelwicz odmienny) − polski herb hrabiowski, zatwierdzony w Prusach.

## Opis herbu
Opis z wykorzystaniem klasycznych zasad blazonowania.
W polu czarnym na pagórku zielonym pies (chart lub ogar) stojący (albo kroczący) w prawo (lub lewo) z obrożą złotą pod drzewem zielonym. Nad tarczą korona hrabiowska. Klejnot: nad hełmem w koronie pies pod drzewem jak w godle. Labry: czarne, podbite srebrem.

## Najwcześniejsze wzmianki
Herb zatwierdzony z tytułem hrabiowskim w Prusach 25 października 1843 roku przedstawicielowi rodziny Kręskich herbu Nadelwicz. Rodzina ta posługiwała się tytułem hrabiowskim już wcześniej.

## Herbowni
Hrabia Kręski (Krenski).
Tadeusz Gajl wymienia także nazwisko Skodrski.